# Volmar Lindman
Volmar Lindman, född den 30 mars 1861 i Åbo, död den 19 februari 1939 i Helsingfors, var en finlandssvensk journalist och författare. 

## Biografi
Föräldrar var pastorn Adolf Lindman och Mathilda Gedda. Lindman var bibliotekarie vid Åbo folkbibliotek och stadsbibliotek 1875–1878 och folkskollärare i Pärnu 1884-1888. Han var sekreterare i Helsingfors Djurskyddsförening 1895-1920, dess ordförande 1926–1934 och därefter kassör.